# 比秋格河
比秋格河是俄羅斯的河流，依次流經坦波夫州、利佩茨克州和沃羅涅日州，屬於頓河的左支流，河道全長379公里，流域面積8,840平方公里。
比秋格河在12月中至4月初被冰封，流域內有超過400個湖泊。